# Rebecca Immanuel

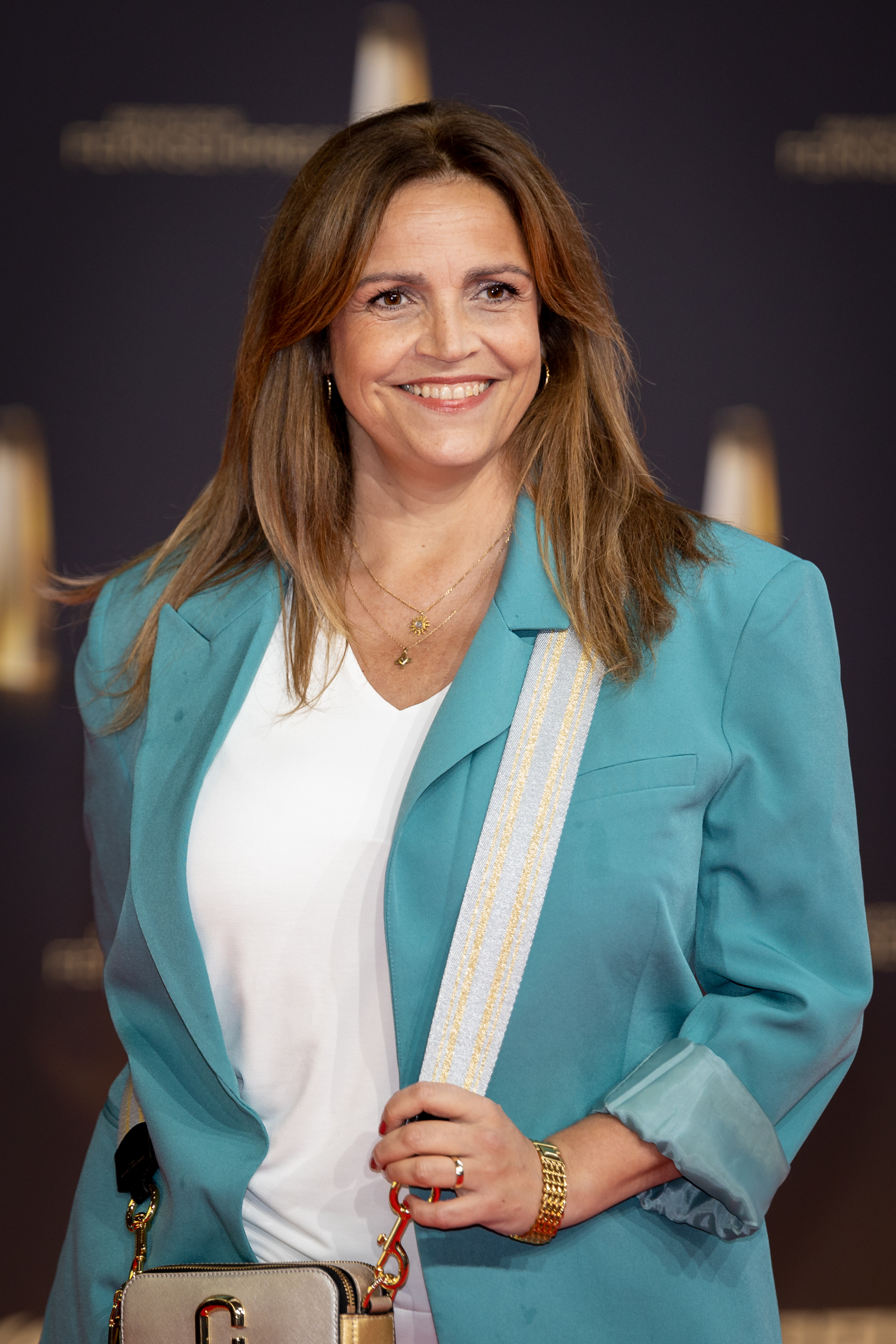
Rebecca Immanuel beim Deutschen Fernsehpreis 2022

Rebecca Immanuel (* 13. November 1970 als Sonja Zimmer in Oberhausen) ist eine deutsche Schauspielerin, Sängerin und ehemalige Fernsehmoderatorin. Ihren Durchbruch hatte sie 2002 als schlagfertige Rechtsanwältin Sandra Starck in der Sat.1-Serie Edel & Starck. Weitere Bekanntheit erlangte sie durch ihre Hauptrolle der Klinikleiterin und Ärztin Dr. Vera Fendrich in der ZDF-Serie Der Bergdoktor. Seit 1994 stand sie in über 70 Film- und Fernsehproduktionen vor der Kamera.

## Leben
Nach Aufenthalt und Highschool-Diplom in den Vereinigten Staaten sowie dem Abitur 1991 in Hamburg studierte Rebecca Immanuel von 1994 bis 1998 an der Hochschule für Schauspielkunst „Ernst Busch“ in Berlin. Außerdem besuchte sie einen Hollywood Acting Workshop.
Rebecca Immanuel ist verheiratet und hat einen Sohn (* 2010). Seit den 1990er-Jahren lebt sie in Berlin, zuletzt im Stadtteil Lichterfelde.

## Karriere

### Moderation und Schauspiel
Erste Kameraerfahrung sammelte Immanuel bei der Sendung Jetzt kommt’s im NDR sowie als Moderatorin des Lernexpress (BBC). Ihr Schauspieldebüt gab sie 1994 in einer Folge der Krimiserie Doppelter Einsatz mit Despina Pajanou als Kriminalkommissarin Sabrina Nikolaidou und Eva Scheurer als Kriminalkommissarin Vicky Siebert, wo sie die Nebenrolle der jungen Ursula Markgraf übernahm. Im Folgejahr war sie in dem Sat.1-Dreiteiler Das Schwein – Eine deutsche Karriere an der Seite von Götz George zu sehen. Von 1995 bis 1996 war sie in zehn Folgen in der ARD-Fernsehserie Gegen den Wind zu sehen. Sie spielte die Rolle der Sonja Yasminov, die Freundin des von Hardy Krüger junior verkörperten Protagonisten Sven Westermann, jene bei einem Motorradunfall den Serientod stirbt. In Rüdiger Nüchterns Fernsehfilm Eldorado übernahm sie 1996 ihre erste Hauptrolle. Im selben Jahr war sie auch in der Titelrolle im Kurzfilm Die wilde Leni der Hochschule für Fernsehen und Film München zu sehen. 1999 gab sie in der Rolle der Carlotta Valdez Gernot Rolls Filmkomödie ’Ne günstige Gelegenheit ihr Debüt auf der Kinoleinwand.

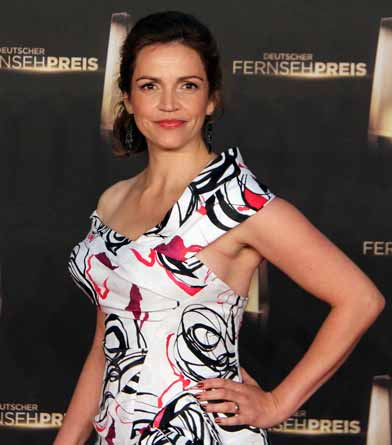
Rebecca Immanuel beim Deutschen Fernsehpreis 2012

Seit den 2000er-Jahren wird Immanuel in einer Vielzahl an Fernsehproduktionen besetzt. 2002 war sie in Das Schloss des Grauens der Edgar-Wallace-Reihe des Senders RTL in der weiblichen Hauptrolle der Inspector Barbara Lane an der Seite von Gunter Berger zu sehen. Gabi Kubach besetzte sie 2004 als Finanzbeamtin Ulrike Stechlin in dem Spielfilm Finanzbeamte küsst man nicht. Sie wirkte auch in einigen Kinder- und Jugendproduktionen mit, wie in einer Doppelrolle als Mutter in Klaus Gietingers Märchenadaption  Rotkäppchen (2005) und ebenso als Mutter in der Ludwig-Bechstein-Märchenverfilmung Siebenschön (2014).
Wiederholt stand Immanuel gemeinsam mit Nicole Heesters vor der Kamera, so 2007 in Dietmar Kleins Sehnsucht nach Rimini und 2021 in Ein Sommer in Antwerpen. 2011 besetzte Regisseur Heiko Schier sie in seinen letzten beiden Fernsehproduktionen, so in der Tragikomödie Jetzt sind wir dran, in der sie neben Nadja Petri und Dagmar Sachse eine von drei Ehefrauen dreier Dortmunder Freunde verkörperte, und in der Doppelrolle der Kilian-Schwestern in der Tatort-Jubiläums-Folge Mauerpark der Berliner Ermittler Ritter und Stark. Letztgenannte Rolle schrieb Schier eigens für Immanuel.
Immanuel ist in einigen durchgehenden Serienrollen zu sehen, so an der Seite von Christoph M. Ohrt als schlagfertige Rechtsanwältin Sandra Starck in der Sat.1-Serie Edel & Starck, in der sie von 2002 bis 2005 einem breiten Publikum bekannt wurde. Sie erhielt für diese Rolle 2003 zusammen mit Ohrt den Bayerischen Fernsehpreis, auch die Serie selbst wurde mehrfach nominiert und ausgezeichnet. Seit 2013 spielt Immanuel die durchgehende Serienhauptrolle der Klinikleiterin und Ärztin Dr. Vera Fendrich in der ZDF-Serie Der Bergdoktor. Von 2016 bis 2019 übernahm sie an der Seite von Simon Schwarz die Hauptrolle der alleinerziehenden Krankenschwester Vera Mundt in der ARD-Fernsehreihe Die Eifelpraxis.
Regelmäßig übernimmt Immanuel zudem Gastrollen in verschiedenen Fernsehserien und -reihen wie Für alle Fälle Stefanie, Wilsberg, Männer sind was Wunderbares, In aller Freundschaft, Katie Fforde, Der Staatsanwalt, Ein starkes Team, Die Spezialisten – Im Namen der Opfer und in den verschiedenen SOKO-Sendeformaten des ZDF.

### Musik
Immanuel, die mehrere Jahre Unterricht in Gesang erhielt, betätigt sich neben dem Schauspiel auch als Sängerin. 2020 trat sie in dieser Funktion erstmals öffentlich in der zweiten Staffel der ProSieben-Sendung The Masked Singer im Kostüm einer „Göttin“ auf, wo sie nach drei Liveshows enttarnt wurde.
Im November 2020 veröffentlichte sie mit Light ihr erstes Studioalbum mit Weihnachtsliedern, darunter auch ein Duett von Have Yourself a Merry Little Christmas mit ihrem Schauspielkollegen Mark Keller. Das Weihnachtsalbum erreichte Platz 93 in den deutschen Albumcharts.

## Filmografie

### Spielfilme
- 1995: Das Schwein – Eine deutsche Karriere (Dreiteiler)
- 1995: Eldorado
- 1996: Die wilde Leni (Kurzfilm)
- 1999: ’Ne günstige Gelegenheit (Kino)
- 2002: Edgar Wallace – Die vier Gerechten (Fernsehfilm)
- 2002: Edgar Wallace – Das Schloss des Grauens (Fernsehfilm)
- 2000: Frauen lügen besser
- 2001: Hochzeit zu viert
- 2004: Finanzbeamte küsst man nicht
- 2005: Rotkäppchen
- 2006: Wer entführt meine Frau
- 2007: Die Rosenkönigin
- 2007: Sehnsucht nach Rimini
- 2009: Detektiv wider Willen
- 2009: Böseckendorf – Die Nacht, in der ein Dorf verschwand
- 2010: Ein Sommer in Kapstadt
- 2011: Jetzt sind wir dran!
- 2013: Alle Macht den Kindern!
- 2014: Siebenschön
- 2016: Papa und die Braut aus Kuba
- 2016: Alles aus Liebe
- 2017: Die Hochzeitsverplaner
- 2021: Ein Sommer in Antwerpen

### Fernsehserien und -reihen
- 1994: Doppelter Einsatz (Folge: Angst)
- 1995: Gegen den Wind (7 Folgen)
- 1996: Tatort – Krokodilwächter
- 1997–2000: Für alle Fälle Stefanie (verschiedene Rollen, 2 Folgen)
- 1998: Und tschüss! – Ballermann Olé
- 1998: Die Straßen von Berlin (Folge: Hackfleisch)
- 1999: Der Bulle von Tölz: Tod aus dem All
- 1999: Wilsberg: Wilsberg und die Tote im See
- 2000: Der Clown (Folge Aasgeier)
- 2000: Männer sind was Wunderbares (Folge Die Schönheitsfarm)
- 2001: Balko (Folge Ein Bulle im Frauenknast)
- 2001: Delta Team – Auftrag geheim (Folge: Letzter Wille)
- 2001: In aller Freundschaft (Folge: Die Braut meines Bruders)
- 2002: Im Visier der Zielfahnder (Folge: Rätselhaftes Prag)
- 2002–2005: Edel & Starck (52 Folgen)
- 2008: Das Traumschiff: Rio de Janeiro
- 2008–2009: Taco und Kaninchen (2 Folgen)
- 2009: Neues aus Büttenwarder (Folge: Dorfschule)
- 2009: Heimatgeschichten (Folge: Liebe unter Wechselstrom)
- 2010: Katie Fforde: Festtagsstimmung
- 2011: In aller Freundschaft – Was wirklich zählt (Serienspecial)
- 2011: Tatort: Mauerpark
- 2012: Im Alleingang – Elemente des Zweifels
- 2012: Heiter bis tödlich: Hauptstadtrevier (Folge: Giftmüll)
- seit 2013: Der Bergdoktor
- 2013: Danni Lowinski (Folge: Haussklavin)
- 2014: Die Familiendetektivin (Folge: Der verlorene Sohn)
- 2014: Heldt (Folge: Traumpaar)
- 2014: Der Staatsanwalt (Folge: Das Luder)
- 2015: Wilsberg: Bauch, Beine, Po
- 2015: Kreuzfahrt ins Glück – Montenegro
- 2015: Ein starkes Team: Tödliches Vermächtnis
- 2015: Hubert und Staller (Folge: Der Flug des Phoenix)
- 2016: Rosamunde Pilcher – Argentinischer Tango
- 2016: Die Spezialisten – Im Namen der Opfer (Folge: Tod eines Untoten)
- 2016: Akte Ex (Folge: Zum Sterben schön)
- 2016–2019: Die Eifelpraxis (9 Folgen)
- 2020: Kroymann (Satiresendung, 1 Folge)
- 2020: Katie Fforde: Für immer Mama
- 2020: SOKO München (Folge: Tod eines Autors)
- 2020: Bettys Diagnose (Folge 126: Von Müttern und Töchtern)
- 2022: Notruf Hafenkante (Folge: Der beste Freund)
- 2022: SOKO Köln (Folge: The Big Bukowski)
- 2022: WaPo Bodensee (Folge: Spiel mit dem Feuer)
- 2023: Mandy und die Mächte des Bösen (8 Folgen)
- 2024: Morden im Norden (Folge: Drei Schwestern)
- 2024: SOKO Donau (Folge: Der große Mitsch)

## Diskografie

### Studioalben
- 2020: Light